# میلوشه بیتنرووا
میلوشه بیتنرووا (انگلیسی: Miluše Bittnerová؛ ‏ ۱۰ دسامبر ۱۹۷۷) بازیگر و مجری اهل جمهوری چک است. وی از سال ۱۹۸۹ میلادی تاکنون مشغول فعالیت بوده‌است.
از فیلم‌ها یا مجموعه‌های تلویزیونی که وی در آن نقش داشته‌است، می‌توان به بفرمایید شام، ساختمان پزشکان در باغ رز و خیابان اشاره کرد.